# 克洛蒂婭娜·莎拉
克洛蒂婭娜·莎拉（1979年8月22日—）是一名阿爾巴尼亞田徑運動員，自2000年起四度參加奧運，都未能獲獎。她也參加了數屆地中海運動會，其中在2005年地中海運動會中獲得一枚銅牌。

## 外部連結
- 克洛蒂婭娜·莎拉在的頁面